# 比安维莱欧布瓦
比安维莱欧布瓦（法語：Bienvillers-au-Bois，法語發音：[bjɛ̃vile o bwa]）是法国上法蘭西大區加来海峡省的一个市镇，属于阿拉斯区。

## 地理
比安维莱欧布瓦（50°10'24"N, 2°37'6"E）面积7.39 平方千米，位于法国上法蘭西大區加来海峡省，该省份为法国北部沿海省份，西北濒北海，南至索姆省，东临北部省。
与比安维莱欧布瓦接壤的市镇（或旧市镇、城区）包括：贝尔勒欧布瓦、蒙希欧布瓦、波米耶、圣阿芒、苏阿斯特、丰克维莱、阿讷康普。
比安维莱欧布瓦的时区为UTC+01:00、UTC+02:00（夏令时）。

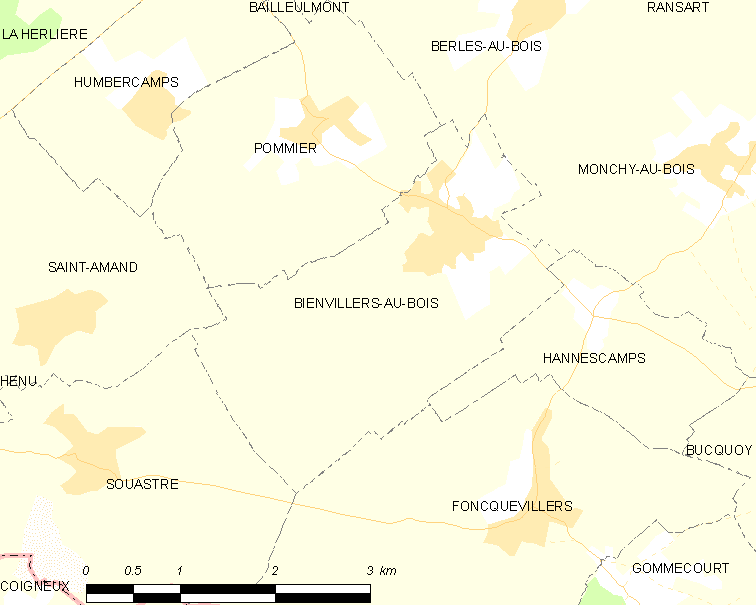
比安维莱欧布瓦的OSM定位图

## 行政
比安维莱欧布瓦的邮政编码为62111，INSEE市镇编码为62130。

## 政治
比安维莱欧布瓦所属的省级选区为阿韦讷勒孔特县。

## 人口

1962-2008年间比安维莱欧布瓦人口变化图示

比安维莱欧布瓦于2022年1月1日时的人口数量为665人。